# 増田卓
増田 卓（ますだ すぐる、1978年10月31日 - ）は、NHKのチーフアナウンサー。

## 人物
埼玉県熊谷市出身。埼玉県立熊谷高等学校を経て、慶應義塾大学法学部を卒業後、2001年に入局。

## 嗜好・挿話
- 初任地新潟では、初代地上デジタル放送推進大使を務めた[2][出典無効]。
- 各勤務地においてスポーツ、特にサッカー担当として育成され、実況中継・リポート等を担当、今日に至っている。
- 「ユメグリア」という企画コーナーで、秋田県内の温泉地を巡っている。[注釈 1]
- 温泉をこよなく愛し、日本温泉協会から温泉名人の認定を受けた[3]。

## 担当番組
- 各種スポーツ中継
- 首都圏ニュース845（2024年8月20日 - ）
- 首都圏ネットワーク（2024年8月 - ） - リポーター・ニュースリーダー

新潟放送局時代（1度目）
- 新潟県のニュース・中継・リポート
- あなたもWelcome!ゆうどき新潟（ - 2006年3月10日）
- ゆうどきネットワーク新潟（ - 2006年8月4日）
- 新潟ニュース845（不定期）

甲府放送局時代
- 山梨県のニュース・中継・リポート
- 生活ほっとモーニング（2007年2月1日・3月5日）
- ニュース山梨845（不定期）

東京アナウンス室時代（1度目）
- NHKニュースおはよう日本（2009年4月 - 2012年3月 土日祝日のスポーツコーナー）
- MLBスター年鑑
- ラジオニュース（不定期）
- 各種スポーツ中継（Jリーグ中継・MLB・バスケットボールトライアスロン・PGAなど）
- ニュースウオッチ9（2013年3月15日 - 18日・廣瀬智美のスポーツキャスター代行）

松山放送局時代
- 愛媛県・四国地方のニュース
- いよ×イチ（スポーツコーナー）
- えひめ845（不定期）

秋田放送局時代
- ニュースこまち（不定期・コーナー担当・宮崎慶太のキャスター代行など）
- ニュースこまち845（不定期）
- おはよう秋田（不定期）
- 秋田県のニュース

新潟放送局時代（2度目）
- 新潟県のニュース
- 各種スポーツ中継
- 放送部副部長（2020年8月-2023年3月）→アナウンスグループ統括（2023年4月-2024年7月）
- 新潟ニュース845（不定期）
- 新潟ニュース610（編集責任者）
- 新潟放送局制作番組の編集責任者
- 緊急報道（新潟放送局発）

東京アナウンス室時代（2度目）